# Constantin Diogène (prétendant)
Pour les articles homonymes, voir Constantin Diogène (homonymie).
Le Pseudo-Constantin Diogène ou pseudo-Léon Diogène (mort après 1095) est un prétendant au trône de Constantinople pendant le règne d’Alexis Ier Comnène. De basse extraction, il se dit fils de l’empereur Romain IV Diogène. Exilé à Cherson en Crimée après que ses prétentions ont soulevé l’ire de la famille impériale, il s’échappe et trouve refuge chez les Coumans avec qui il envahit l'empire en 1095, s’avançant jusqu’à Andrinople avant d’être capturé et aveuglé par des forces loyales à l’empereur.

## Contexte historique

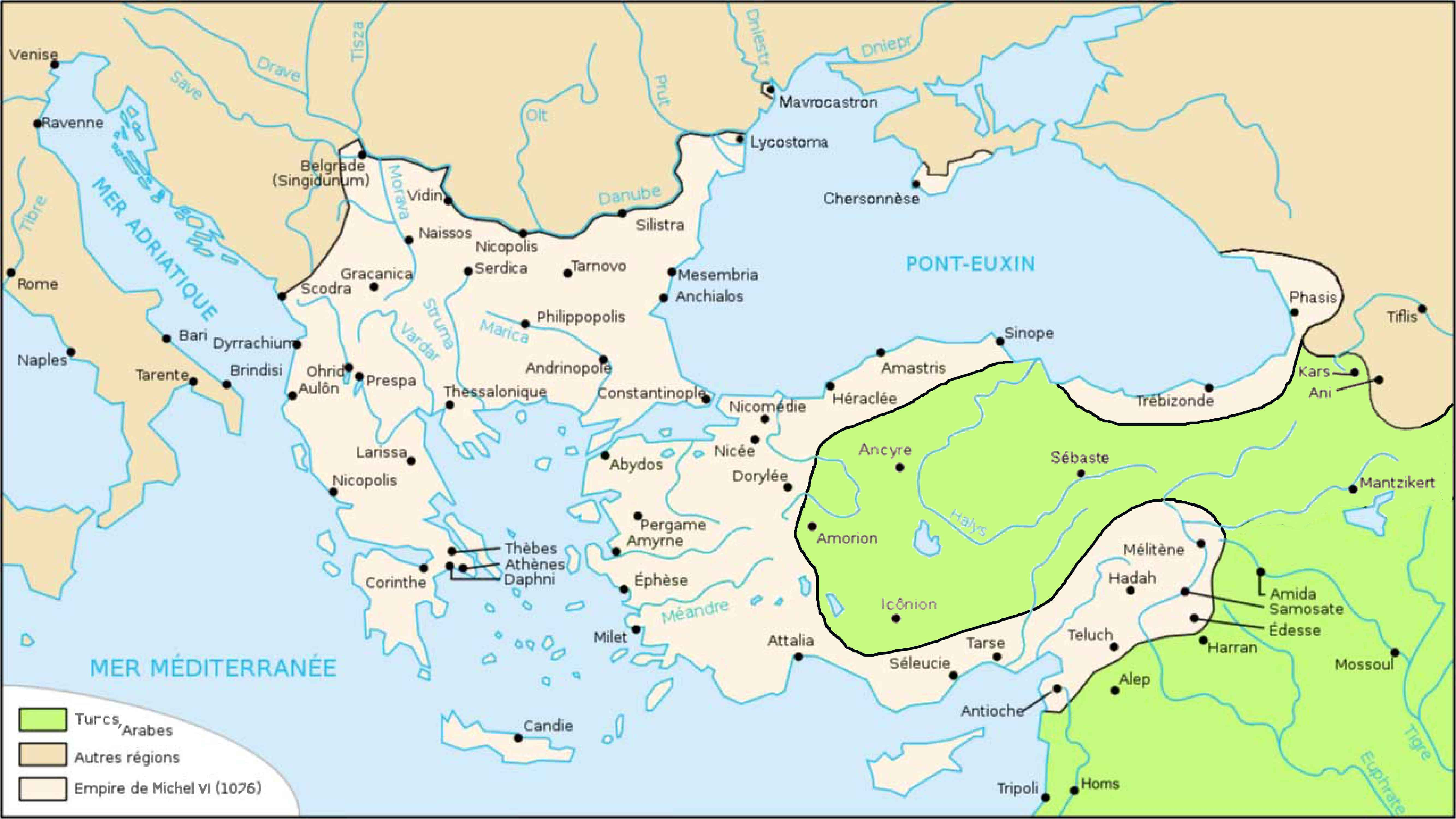
L’empire byzantin en 1076.

Le règne d’Alexis Ier Comnène (r. 1081 - 1118)  est l'un des plus longs de l'Empire byzantin et aussi l'un des plus agités. Sur le plan intérieur, son arrivée au pouvoir marque la fin d'une période de guerres civiles qui suit l’extinction de la dynastie macédonienne; sur le plan extérieur les menaces s'amoncellent, conduisant à des défaites qui minent la crédibilité de l’empereur durant les dix premières années de son règne, notamment celle de Dyrrachium (aujourd’hui Durrës en Albanie) devant les Normands et celle de Drista devant les Petchenègues en 1087.
Toutefois, si Alexis n’est pas un grand général, il est un habile diplomate et est entouré d’une armée qui lui reste fidèle. Cela lui permet de faire face à plusieurs vagues de complots notamment en 1083, 1095 et 1103-1104 qui prennent trois formes différentes : la dissidence d’une ou plusieurs provinces, des intrigues au sein de l’armée visant à en remplacer le haut commandement et des tentatives d’usurpation, certaines au sein même de la famille Comnène.
Deux de ces tentatives d’usurpation utiliseront le nom de la famille Diogène, toujours populaire tant auprès de l’armée que de la population et permettra à des imposteurs appuyées par des troupes étrangères d’attaquer l’empire. La première en 1095 sera celle traitée ici du pseudo-Constantin et de ses alliés coumans, la deuxième une décennie plus tard, celle du pseudo-Léon, allié à Vladimir Monomaque, grand-prince de Kiev, tous deux se prétendant fils de Romain IV Diogène (r. 1068 - 1071).

## Identité du prétendant
Aux dires d’Anne Comnène dans son Alexiade, Constantin Diogène était un homme d’humble origine qui prétendait être Léon Diogène, l’un des trois fils de l’empereur Romain IV Diogène; il serait mort près d’Antioche en 1073. Comme le fils de Romain IV Diogène qui mourut cette année-là près d’Antioche n’était pas Léon, troisième fils de Romain et de sa deuxième épouse, Eudocie Makrembolitissa, mais Constantin, fils ainé de l’empereur et de sa première épouse, les historiens ont traditionnellement corrigé ce qu’ils croyaient être une erreur de la part de la rédactrice et remplacé le prénom « Léon » par celui de « Constantin ».
Toutefois, l’appui donné au prétendant par les Coumans porta le byzantiniste Jean-Claude Cheynet à confirmer l’affirmation d’Anne Comnène à l’effet qu’il s’agissait bien de Léon, lequel contrairement à son frère fut effectivement actif sur la frontière danubienne, était connu des Coumans et mourut dans une bataille avec eux en 1087,.

## Tentative d’usurpation

Route suivie par les Coumans dans leur invasion.

Mais, qu’il se soit agi de Léon ou Constantin, le jeune homme serait arrivé à Constantinople, venu d’Asie « pauvre et ne portant qu’une peau de chèvre ». Toutefois, il réussit à se gagner l’appui de partisans au sein de la population et annonça publiquement qu’il entendait réclamer le trône que détenait Alexis Ier,.Au début, l’empereur ne porta guère attention à cette nouvelle agitation; toutefois, lorsque la veuve du vrai Constantin Diogène, retirée dans un couvent, protesta contre l’utilisation du nom de son mari, il fit arrêter le prétendant qui fut exilé à Cherson en Crimée ,.
C’est là que le pseudo-Diogène établit les premiers contacts avec les Coumans qui fréquentaient la ville. Une nuit, escorté de ses nouveaux alliés, il enjamba le mur de la ville et s’enfuit. Ayant trouvé refuge chez eux, il ne tarda pas à les convaincre qu’il était l’empereur légitime et qu’ils devaient l’aider à chasser Alexis. Comme le souligne Anne Comnène, il s’agissait en fait pour les Coumans de justifier leurs incursions dans les provinces byzantines et leurs pillages. Ayant à leur tête le pseudo-Diogène, les Coumans franchirent le Danube et envahirent le territoire impérial en 1095,. Ils s’emparèrent rapidement du thème de Paristrion jouxtant la frontière. Alexis, prenant conscience du danger, se mit à la tête de l’armée et se porta à leur rencontre fixant son quartier général à Anchialos (aujourd’hui Pomorie en Bulgarie). Il envoya alors des détachements garder les cols du Grand Balkan; néanmoins, utilisant des guides valaques locaux, les Coumans purent contourner les forces byzantines et descendre dans les plaines de Thrace.
Le nom de « Diogène » continuait à garder son attrait tant dans l’armée impériale que dans la population comme l’avait montré l’année précédente le complot ourdi par le troisième fils de Romain IV, Nicéphore Diogène, ou comme le fera l’utilisation d’un autre prétendant lors de l’invasion de l’Albanie par Bohémond de Tarente une décennie plus tard.  Sur la base de cette popularité le prétendant put se faire ouvrir les portes de Goloe (aujourd’hui Cabylé en Bulgarie), bientôt suivie par celles de Diabolis (aujourd’hui Yambol en Bulgarie) et d’autres villes,. Encouragés par ces premiers succès les Coumans se dirigèrent vers le quartier général d’Alexis à Anchialos où les deux armées se firent face. Mais après trois jours d’atermoiements les Coumans se retirèrent, le terrain n’étant pas favorable à leur style de manœuvres et les Byzantins n’osant pas donner le premier assaut.
Le prétendant réussit alors à convaincre les Coumans à se diriger vers le sud en direction d’Andrinople (aujourd’hui Edirne en Turquie) dont le gouverneur, Nicéphore Bryenne était un parent de Romain IV  et qui, vaincu par Alexis Comnène à la bataille de Kalavrya, avait été condamné à avoir les yeux crevés; il espérait que la parenté avec Romain IV et la haine d’Alexis contribueraient à lui faire ouvrir les portes de la ville ,. Toutefois, lorsqu’il se présenta devant les murs et intima à son « oncle » l’ordre de se rendre, ce dernier refusa parce qu’il ne reconnaissait pas sa voix,. La garnison et la population de la ville résistèrent pendant quarante-huit jours, tentant en vain de petites sorties jusqu’à ce qu’une sortie en masse ait raison des Coumans, le pseudo-Diogène recevant au cours de la bataille une coupure au visage d’un jeune soldat byzantin du nom de Marianos Mavrokatakalon.
C’est alors que l’un des officiers d’Alexis du nom d’Alakaseos se porta volontaire pour une ruse. Après s’être rasé et s’être infligé diverses blessures, il se présenta devant le prétendant affirmant avoir été ainsi maltraité par Alexis. Mettant de l’avant pour prouver sa fidélité son amitié pour Romain IV et ses présentes blessures, il convainquit le pseudo-Diogène de l’accompagner dans la forteresse de Poutza (près d’Édirne) qu’il prétendait pouvoir lui livrer. Le prétendant et son escorte coumane y furent fêtés et on leur servit un banquet dans le palais du gouverneur. Après que les invités se furent endormis les Byzantins massacrèrent les Coumans et s’emparèrent du prétendant qu’ils livrèrent au droungarios de Tzouroulos (aujourd’hui Çorlu en Turquie), Eustathios Kymineianos, qui le fit aveugler par un serviteur turc,,. Une fois le leader de la révolte capturé, Alexis n’eut aucune peine à refouler les Coumans et à les obliger à repasser le fleuve.

## Jugement
L’historien Basile Skoulatos souligne que l’épisode du pseudo-Constantin/Léon Diogène constitue un cas singulier dans l’histoire de Byzance. D’une part Anne Comnène fait de son mieux pour le dénigrer en mettant de l’avant sa basse extraction, son caractère opportuniste, son ivrognerie; d’autre part, le prétendant fit montre dans son aventure de persuasion, de courage et de persévérance : il parvint à se gagner des appuis considérables à Constantinople, à obtenir la confiance des Coumans et, dans sa tentative pour convaincre Bryenne, à démontrer une solide connaissance des liens unissant entre eux les membres de la haute aristocratie byzantine.